# Circuits courts en Tarn-et-Garonne
 (avril 2016).
Si vous disposez d'ouvrages ou d'articles de référence ou si vous connaissez des sites web de qualité traitant du thème abordé ici, merci de compléter l'article en donnant les références utiles à sa vérifiabilité et en les liant à la section « Notes et références ».
 (avril 2016).
- Si vous ne connaissez pas le sujet, laissez ce bandeau (vous pouvez alors contacter les auteurs).
- Si vous supprimez le contenu mis en cause (vous pouvez préalablement contacter les auteurs),

argumentez précisément cette suppression dans la page de discussion
(un manque de référence n'est pas un argument ; une recherche réelle de référence doit avoir été effectuée, être formellement documentée).
 (janvier 2019).
Un circuit court est un circuit de commercialisation qui fait intervenir au maximum un intermédiaire entre le producteur et le consommateur.
Cette notion est particulièrement usitée pour les produits agricoles. Il existe actuellement[Quand ?] 78 circuits courts en Tarn-et-Garonne. Le chiffre d'affaires des circuits courts est de 560 millions d'euros, ce qui correspond à 14 % du chiffre d'affaires agricole régional.

## Types de circuits courts

### Vente directe
La vente directe est un moyen de commercialisation qui met en contact agriculteur et consommateur, sans qu'il y ait d'intermédiaire.
156 fermes pratiquent la vente directe dans le Tarn et Garonne, soit 51,3 % des exploitations.
- AMAP : Les Associations pour le maintien d'une agriculture paysanne (AMAP) sont un groupement entre un paysan local et des consommateurs, qui partagent les produits proposés. Elles sont fondées sur un principe d'engagement de la part des consommateurs, qui payent à l'avance le producteur, sur une durée définie. Cela permet d'installer la confiance entre l'agriculteur et les consommateurs, ainsi que de le faire survivre. De manière générale, les consommateurs viennent chercher un panier ou demi-panier toutes les semaines, à un jour et une heure précise.

Le but d'une AMAP est d'offrir aux consommateurs des produits frais de saison, souvent biologiques. Les produits les plus concernés sont les légumes.
- Drive Fermier : « Drive Fermier » est une marque commerciale et une plateforme informatique propriété de l'APCA. C'est une offre pour un outil commercial payant permettant de gérer, pour un producteur ou un artisan alimentaire, les commandes de produits et transformations alimentaires passées par les clients sur la plate-forme et les dates de livraison à un point de vente précis. Une association utilise cet outil depuis octobre 2013 à Montauban dans le Tarn et Garonne. 70 % des clients de cette association habitent Montauban, les 30 % restants viennent des communes voisines.

### Objectifs
- faciliter l'accès à des produits de qualité pour tout le monde
- améliorer les offres alimentaires
- assurer le revenu des agriculteurs et des artisans alimentaires en leur permettant l'accès à de nouveaux débouchés de commercialisation
- répondre à la demande sociétale en termes de gain de temps et de produits de qualité

### Marchés
Il existe plusieurs types de marchés.
En premier lieu, le marché bio qui concerne les producteurs bio de Tarn-et-Garonne se trouve à Montauban, et a lieu tous les mercredis. Puis, le marché aux plantes et aux fleurs qui se passe en avril et qui concerne les pépiniéristes et horticulteurs. Le marché fermier qui selon les communes, se déroule le mercredi, le samedi ou le dimanche matin. Mais également marché aux fruits d'été et à noyaux dans lequel on peut regrouper le marché aux fraises en mai, le marché de la cerise en juin et le marché du chasselas et jus de fruit en septembre. Enfin, le marché artisanal qui compte le biomarché artisanal qui a lieu de juin à août le vendredi.

#### Vente directe à la ferme
La vente directe à la ferme permet le contact du producteur avec le consommateur, qui se déplace pour acheter les produits. Le client peut ainsi voir comment sont produits les aliments. Lorsqu'il s'agit d'arboriculture fruitière, les producteurs peuvent dans certains cas installer un système de libre cueillette.

#### Vente indirecte
Grande distribution
Les producteurs vendent directement leurs produits aux hypermarchés, qui le revendent aux consommateurs. Au niveau des producteurs, ce n'est pas le type de circuit le plus représenté.
Vente à la restauration collective
Les producteurs du Tarn-et-Garonne prônent une vente de produits biologiques pour la restauration collective afin de sensibiliser les enfants ainsi que de prouver aux politiques que produire local tout en étant organisé est possible.
Vente sur site internet
Création de boutiques en ligne grâce à un logiciel polyvalent, qui présente plusieurs fonctionnalités. Celles-ci ont une base de données unique, qui permet de répondre équitablement aux multiples actions des chambres d'agriculture.
Module de commerce en ligne Chambre d'agriculture
Il s'adresse aux agriculteurs qui veulent créer leur propre boutique en ligne, que ce soit sur un site autonome ou sur un site existant pour ajouter une offre de vente en ligne.
Il concerne également les groupements d'agriculteurs qui souhaitent créer un magasin collectif en ligne, avec possibilité pour les agriculteurs de gérer eux-mêmes leur offre de produits.
Les structures locales ayant une offre personnalisée à proposer aux professionnels, par le biais d'accès privatifs.
Magasins bio
Tout d'abord biocoop créé en 1986, est un rassemblement de plus de 382 magasins bio. Leur objectif étant de développer l'agriculture biologique de manière équitable et coopérative. Il est le leader de la distribution alimentaire biologique. Dans le Tarn et Garonne, il existe un magasin qui se situe à Montauban.
Puis biosol, qui est une épicerie bio qui a été créée en 1995. Elle s'approvisionne dans des exploitations de proximité, qui proposent des produits biologiques de qualité.

## Répartition des exploitations entre vente directe et indirecte en fruits et légumes
répartition des exploitations maraichères
- vente directe (73 %)
- vente directe et indirecte (17 %)
- vente indirecte (10 %)

répartition des exploitations fruitières
- vente directe (68 %)
- vente directe et indirecte (16 %)
- vente indirecte (17 %)

29 % des exploitations qui produisent des fruits à pépins et à noyaux
Ces producteurs réalisent 75 % de leur chiffre d'affaires en circuit court

## Acteurs

### Bio 82
C'est une association créée en 1998, qui regroupe 80 agriculteurs certifiés bio ou en conversion ainsi que des citoyens. Son objectif est d'accroître l'agriculture biologique de haute qualité dans le Tarn-et-Garonne et qu'elle soit accessible à tout le monde. L'agriculture biologique est en plein développement avec 50 conversions par an. L'association désire que cette expansion soit durable, tant au niveau écologique, solidaire et territorial qu'au niveau du revenu des agriculteurs.
Elle fait partie de la FNAB au niveau départemental, et met en place des actions de terrain pour les producteurs bio en s'engageant en terme d'approvisionnement de la restauration collective.
Gérée par les agriculteurs, Bio 82 organise ses projets de développement en s'appuyant sur :
- d'une part, des producteurs impliqués dans les décisions à travers des groupes thématiques;
- d'autre part, un groupe de 11 agriculteurs administrateurs bénévoles, + 3 salariés,

et, un réseau national et régional : travaille avec d'autres groupements de producteurs bio départementaux et partage ses expériences et outils
L'association propose une démarche environnementale : Environnementale = aide à la production avec un soutien technique et économique sur les projets et consommation de produits bio par les consommateurs et les structures collectives

### Jardins de Cocagne

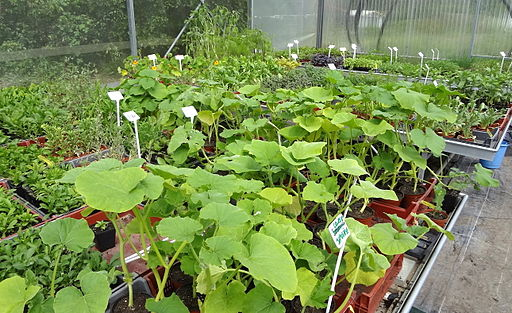
plants de courges dans un jardin de Cocagne du Tarn et Garonne

Ce sont des associations à but non lucratif qui sont administrées par la loi de 1901. Pour profiter de ses avantages, il faut être adhérent, car elle nécessite une cotisation pour fonctionner. En étant adhérent on devient un acteur de l'économie sociale et solidaire.
C'est un réseau national, qui a permis de développer plus de 120 jardins et qui dans son travail met en place des projets. Il promeut les jardins et expertise les équipes d'encadrement. Dans le Tarn et Garonne, des jardins se créent chaque année.

### Bienvenue à la ferme
C'est une marque de la Chambre d'agriculture, qui labellise les activités d'accueil des produits bruts et transformation. Elle possède également des activités de loisirs, restauration, hébergement, randonnée. On y propose des offres collectives de produits en magasin, des collectes agri-citoyennes comme les visites d'exploitations. Cette marque est destinée au profit des plus démunis. Tous les producteurs peuvent s'inscrire, qu'ils aient une grosse ou petite production.

### La ruche qui dit oui
C'est une entreprise commerciale en France. Le concept est le suivant : les clients doivent s'inscrire pour commander leurs produits à des producteurs locaux, pour ensuite aller les chercher lors de la rencontre hebdomadaire. Il y en a une qui a récemment été créée à Labastide du Temple et à Castelsarrasin. Une vingtaine de producteurs fournissent la Ruche et se situent à proximité pour respecter la règle du circuit court. On y retrouve une grande diversité de produits y compris ceux qui concernent l'agriculture biologique.
L'objectif est de démontrer aux consommateurs que l'on peut mieux manger en achetant local, sans pour autant dépenser plus. Ce sont les producteurs qui fixent les prix, mais en revanche, les clients peuvent choisir ce qu'ils veulent car il n'y a de panier type obligatoire. Une seule contrainte pour le consommateur, c'est la date limite pour passer sa commande. Cette association ne compte pas loin de 200 inscrits sans être lancée officiellement, mais pour les producteurs c'est un grand avantage car ils savent à l'avance les quantités demandées par les clients grâce à ce système de vente en ligne et peuvent donc les préparer plus tôt.

## Avantages et inconvénients pour le producteur et le consommateur
|               | avantages | inconvénients |
| ------------- | --- | --- |
| producteurs   | * marge supérieure - différentes sources de revenus - limite les risques financiers - indépendant - reconnu localement | * gros investissements - nécessite beaucoup de temps et de disponibilité - peut pas produire en grande quantité - avoir une bonne organisation - chiffre d'affaires varie selon les ventes - clientèle exigeante - demande des compétences de vente différentes |
| consommateurs | * produits frais et locaux - rapport qualité / prix - lien social                                                      | * produits non diversifiés - trajets parfois longs pour aller chez les producteurs |

## Enjeux

### Économiques
Tout d'abord, cela permet une meilleure valorisation des produits locaux, car le producteur maîtrise mieux la fixation des prix. Dans les AMAP par exemple, les prix sont fixés en fonction du coût de production, de la paye du producteur et du nombre d'adhérents. En supprimant tous ou presque tous les intermédiaires, le producteur assure une marge plus importante, en exerçant des prix raisonnables.
Ensuite, il faut préconiser le maintien et la création d'emploi, car la vente directe nécessite un travail plus important, ce qui induit une augmentation du nombre d'UTA (Unité de travail agricole), sur les exploitations qui la pratiquent. De nouvelles activités se créent sur les exploitations ainsi que sur les points de vente, 268 emplois sont alors impulsés sur les marchés et les points de vente collectifs.
Enfin, le maintien des fermes en zones périurbaines fait que les circuits de ventes diversifiés et l'augmentation des activités de service aux consommateurs, permet aux agriculteurs situés en zone périurbaine de faire face à la pression foncière.

### Sociaux
Le but est d'accentuer les liens entre acteurs pour que lors d'une vente directe sans intermédiaire, le producteur soit en relation avec le consommateur. Ainsi, il peut y avoir une discussion entre ces deux acteurs sur le produit lui-même, son mode de production et sur le métier d'agriculteur. Pour le producteur c'est un avantage car le consommateur lui donne un retour direct sur la qualité de ses produits. En ce qui concerne les consommateurs, ils sont contents d'obtenir des informations et des conseils qui les rassurent sur le produit, mais aussi sur la mise en image d'un visage derrière le produit. Cependant, certains consommateurs renforcent les liens avec le producteur en se déplaçant directement sur l'exploitation, afin de la visiter ou de participer à ses activités.
Il est important d'accentuer la coopération entre agriculteurs pour permettre la création de liens entre producteurs, qui conduit à la mise en place d'un marché, avec la communication entre les agriculteurs qui se multiplie et se renforce, au même titre que l'amitié et la coopération entre eux. Des producteurs maraîchers sont investis dans la mise en place de systèmes de paniers, qui permettent de construire de nouveaux espaces de socialisation pour les producteurs engagés dans les mêmes actions et d'entreprendre des mécanismes d'entraide.

### Identitaire
D'un côté il faut mettre en avant le métier d'agriculteurbeaucoup d'agriculteurs affirment[réf. nécessaire] que le contact direct avec le client leur apporte un plus du point de vue de la reconnaissance sociale et professionnelle. Les producteurs s'engagent à aller jusqu'au bout, c'est-à-dire de la production à la commercialisation. Le sentiment de gratification s'exprime beaucoup plus dans les exploitations où la vente directe est partagée et organisée.
D'un autre côté, de mettre en avant les produits locaux et le territoire Des collectivités territoriales mettent en place des initiatives pour rapprocher produits locaux et territoire. Par la suite, des marques peuvent être créées avec ou sans cahier des charges afin d'identifier les produits.

### Environnementaux
Ce type de commercialisation peut limiter la consommation d'énergie et les gaz à effet de serre. En effet, les impacts des circuits courts sur l'environnement sont pour la plupart positifs = les produits vendus sont généralement frais et avec peu d'emballage ; les producteurs biologiques sont surreprésentés en circuits courts ; quant aux transports, leur impact positif reste discutable car les déplacements des consommateurs pour aller chercher leurs produits dans différents points de vente, remettent en question la consommation d'énergie.
Pour ce faire, on doit maintenir la biodiversité et aménager le territoire dans les zones périurbaines, les paysages, le patrimoine naturel et la biodiversité afin qu'ils soient plus facilement mis en valeur. Les collectivités ont un rôle à jouer dans le soutien et la conduite de ces actions, surtout au niveau foncier.